# Natuurpark Zuidelijke Ardennen
Het Natuurpark Zuidelijke Ardennen (Frans: Parc naturel de l'Ardenne méridionale) is een natuurpark in de Ardennen in de provincies Namen en Luxemburg in Wallonië (België). Het is het twaalfde parc naturel van Wallonië en werd opgericht op 16 mei 2019  Het park strekt zich uit over de gemeentes Bertrix, Bièvre, Bouillon, Daverdisse, Gedinne, Herbeumont, Paliseul, Vresse-sur-Semois en Wellin. Het gebied bestaat voor 60% uit bos (delen van het Woud van de Semois en de Houille met Croix Scaille) en omvat 23 Natura 2000-sites. Het gebied omvat de valleien van de Lesse en de Semois. Sinds 2022 maken delen van het gebied deel uit van het Nationaal Park Vallée de la Semois.

## Important Bird Area
Grote delen van het park zijn door BirdLife International aangewezen als Important Bird Area. Deze gebieden zijn als zodanig aangewezen vanwege hun belang bij het beschermen van bepaalde vogelsoorten. Het gaat om de volgende gebieden en bijbehorende doelsoorten:
- Croix-Scaille (Zwarte ooievaar)[2]
- Daverdisse (Middelste bonte specht)[3]
- Haute Sûre/Ardenne méridionale (Hazelhoen, Zwarte ooievaar, Wespendief, IJsvogel, Middelste bonte specht)[4]
- Lesse et Lomme (Hazelhoen, Kwartelkoning, Wespendief, Zwarte specht, Middelste bonte specht, Grauwe klauwier)[5]

## Afbeeldingen

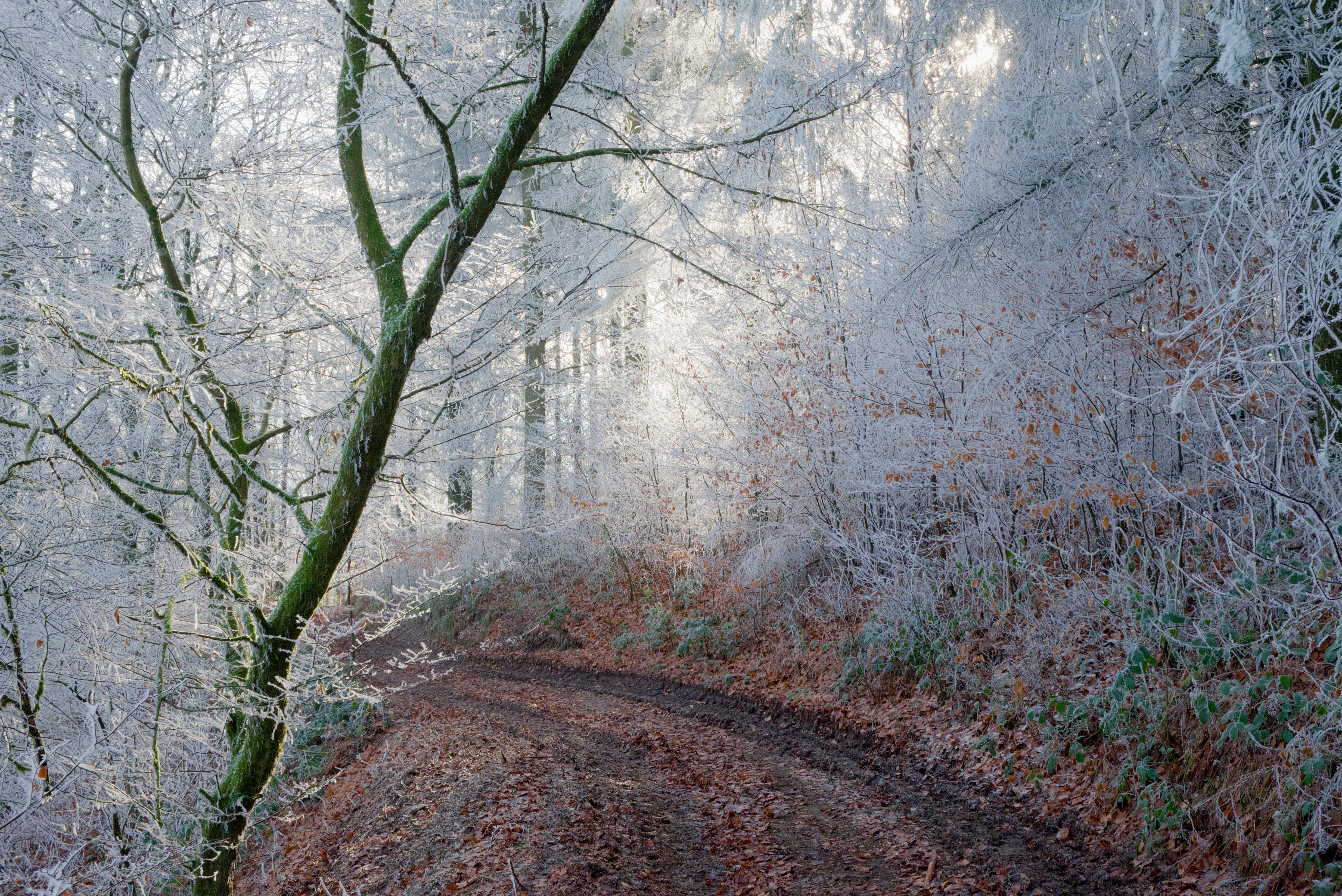
GR 16
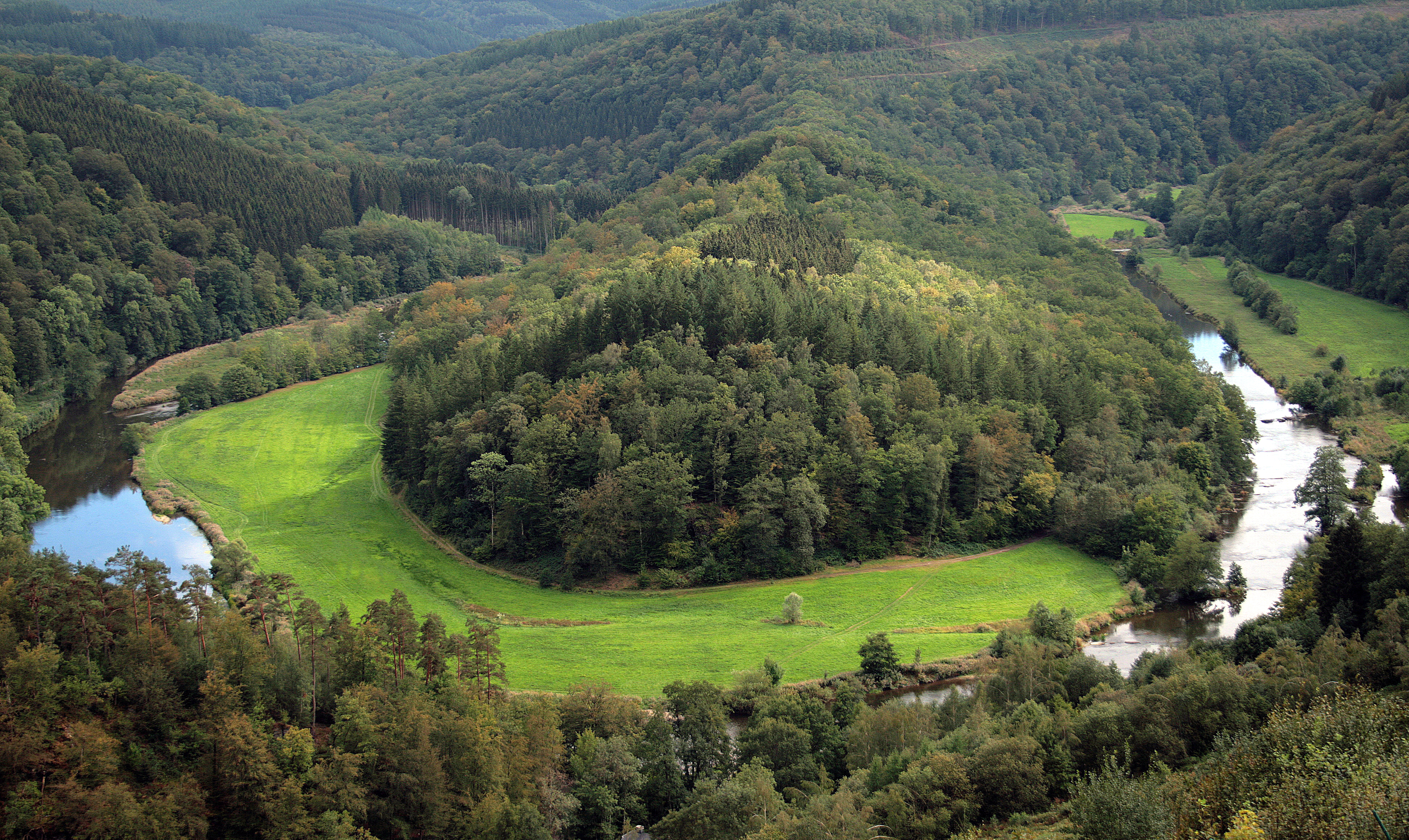
Tombeau du Géant (Graf van de Reus) aan de Semois in Botassart
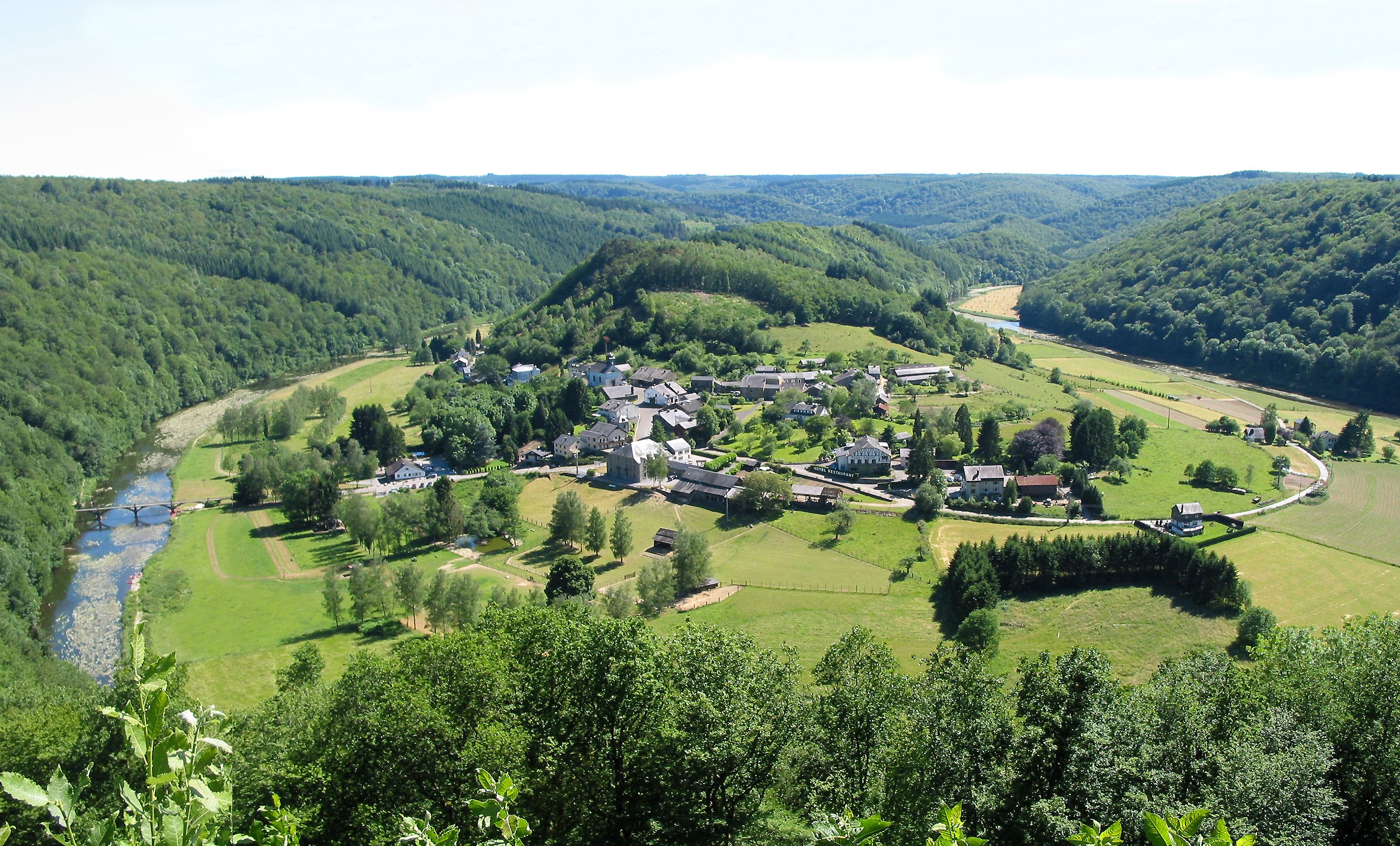
Frahan
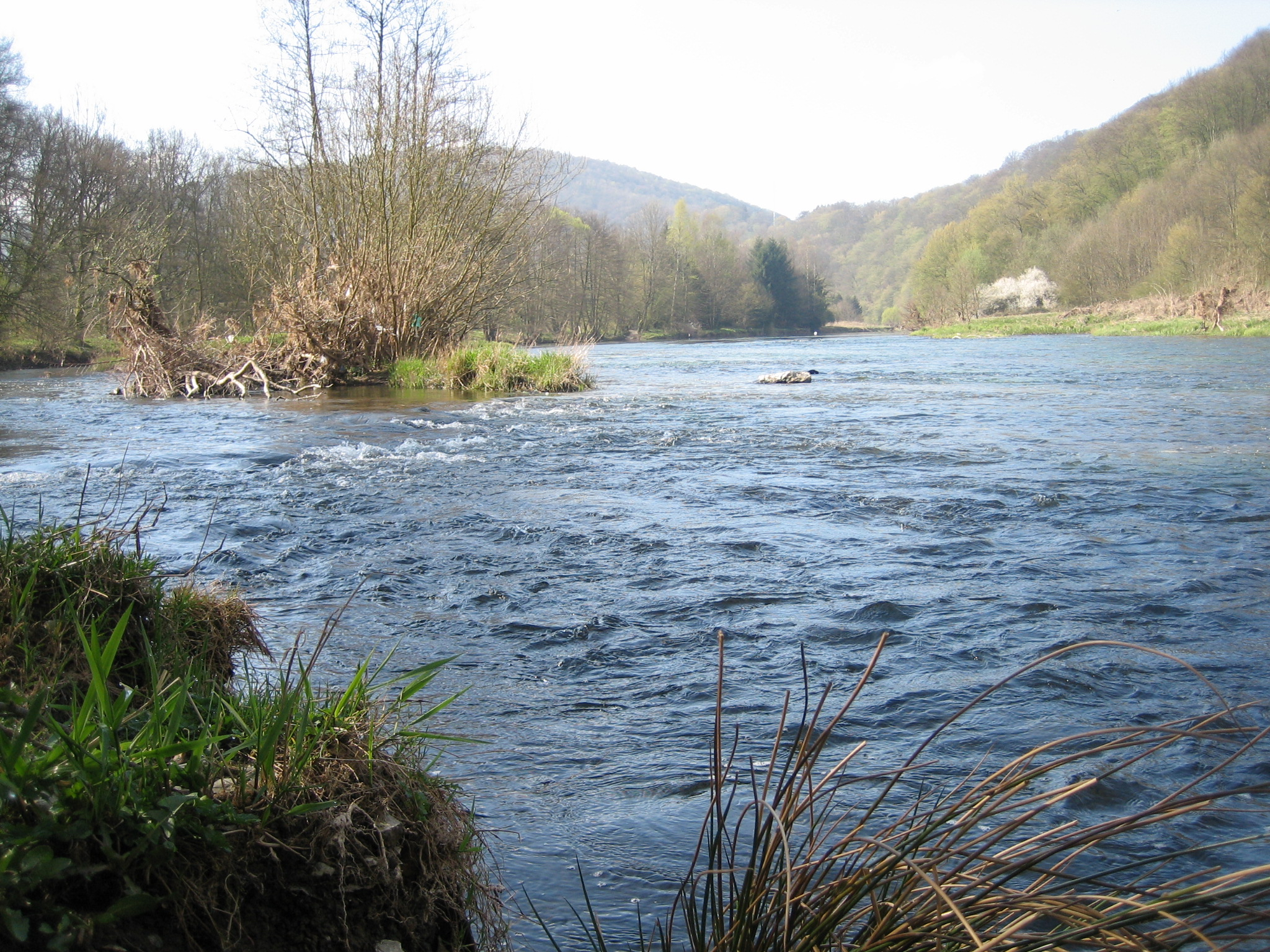
Semois in Bohan
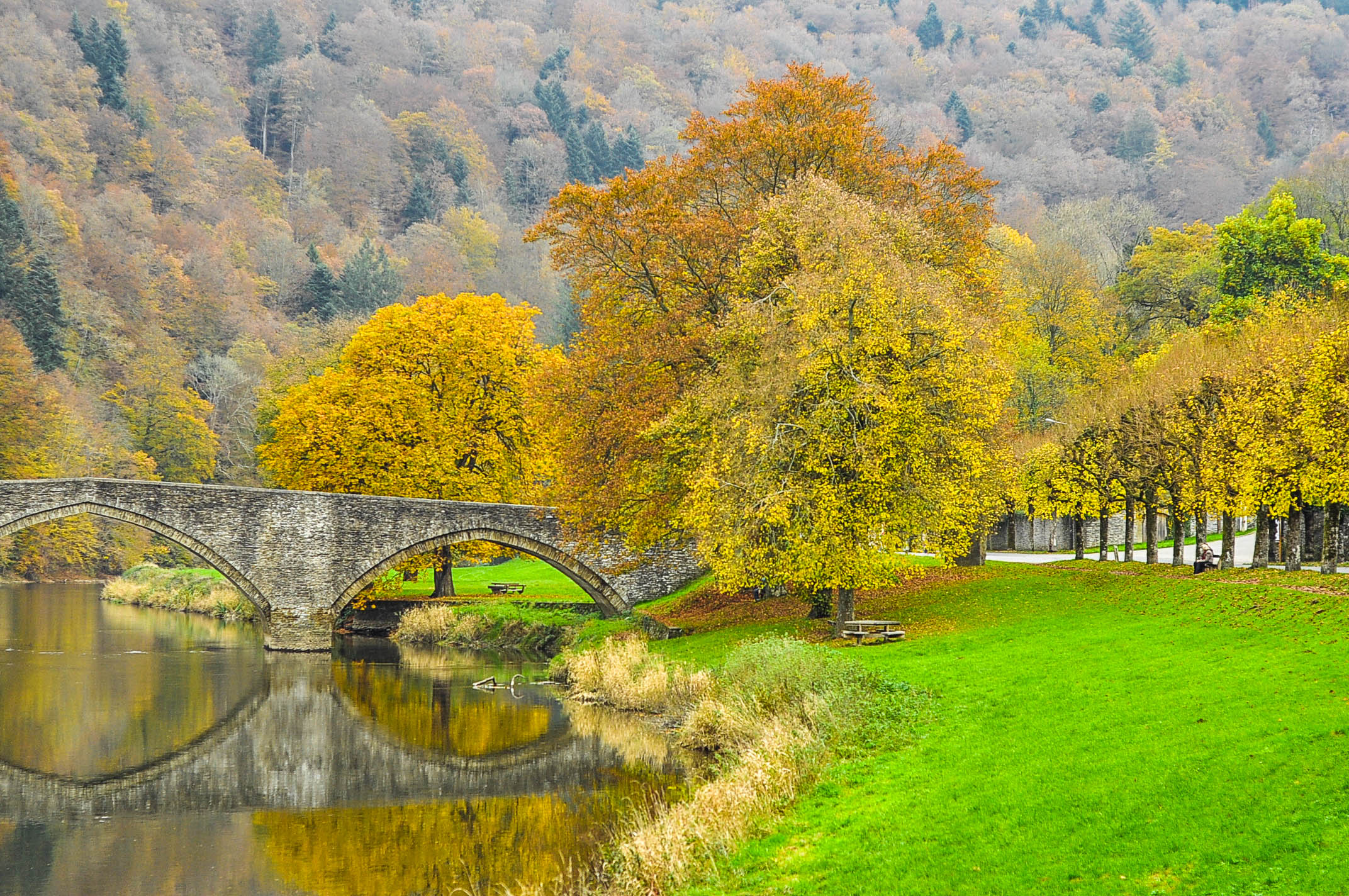
Semois in Bouillon
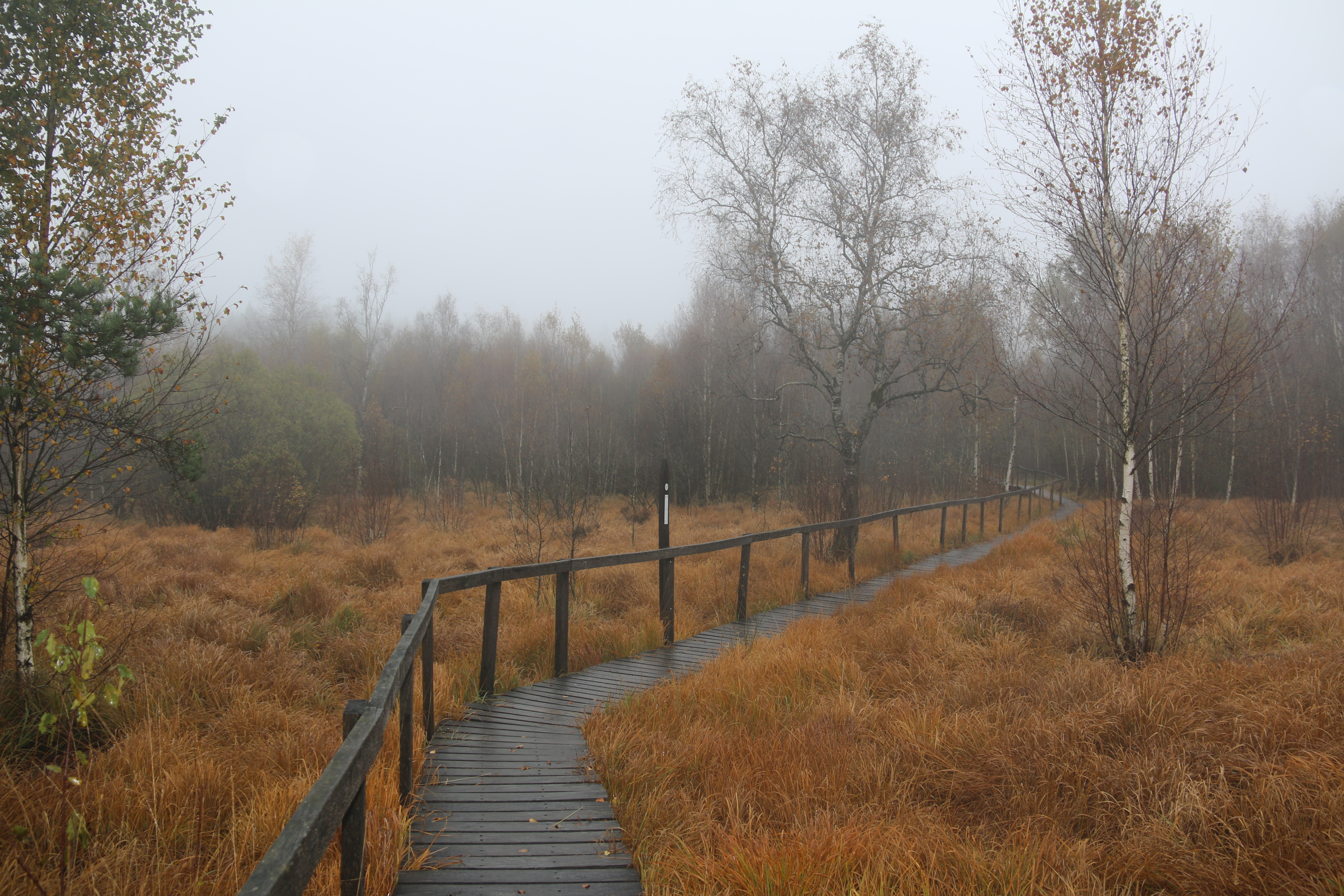
Fange de l'Abîme